# Heel (przedsiębiorstwo)
Heel (pełna nazwa to Biologische Heilmittel Heel GmbH) – firma opracowująca, produkująca i dystrybuująca preparaty homeopatyczne. Założona została w 1936 w Berlinie przez lekarza Hansa-Heinricha Reckewega. Siedziba firmy mieści się w Baden-Baden. Heel ma biura w 50 krajach na całym świecie.
Biologische Heilmittel Heel GmbH jest firmą-córką DELTON AG z Bad Homburg.